# Градина (окръг Кюстенджа)
Вижте пояснителната страница за други значения на Градина.
Градина (на румънски: Grădina) е село-център на селска община в окръг Констанца в Северна Добруджа, Румъния.

## География
Селото разположено на 60 километра северозападно от окръжния център Констанца. През него тече реката Градина Мукова. Кметството включва три села:
- Градина (исторически наименования: Tocsof, на турски: Dokuzsofu);
- Касиан (Casicea, историческо наименование: Șeramet);
- Кея (историческо наименование: Chirișlic, турски: Kirişlik)

В общината попада част от геоложкия и ботанически природен резерват Геоложки масив Кея.

## История и демография
Множество археологически находки сочат, че община Градина се намира в район, обитаван от древни времена. Сред живописния пейзаж на геоложкия масив Кея се намират така наречените „писмени камъни“, дешифрирани от Василе Първан през 1913 г. Те са записани на елинизиран латински и заедно с последните археологически находки на римското селище Vicus Casian са знак за проникванетo в латинско-гръцкo влияние в района. В близка долина е идентифициран т.нар. Път Касимча, свързващ Капидава на Дунав с Истрия на Черно море. Във връзка с това се интерпретира и находка от село Кея, която жалонира разстояние от хиляди стъпки (milium pasum) до Истрия.
Cело Градина под името Токсоф се появява за първи път в документираните извори между 1858 и 1860 г., когато група от кримски татари се заселва там. Преброяването на населението, проведено през 1860 показват преобладаване на мюсюлманско население. През 1877 г. селото е най-южното в окръг Тулча. По време на Първата световна война село Токсоф е частично разрушено, което води до икономически спад и се администрира от Горни Пантелимон до 1924 г. През 1931 г. Токсоф е преименуван на Гръдина и е обявен за отделна община заедно със село Кея. До 1944 г. вследствие на колонизацията с румънци от Трансилвания и България, които са настанени сред местните татари в имотите на изселените българи, при което структурата на населението се променя драстично. През 1951 г. е проведена колективизация в селското стопанство и е създаден кооператива „Бернар Андрей“ с площ от 100 ха. През 1968 г. са взети административните решения, които отменят община Градина, но на 1 януари 2005 г. тя е възстановена в сегашния си състав, като е изграден и културен център.
Общината има следната демографска структура:
|  |  |  |

|  |  |  |